# قسمين
قسمين هي إحدى القرى السورية الواقعة في الريف الشمالي الشرقي لمحافظة اللاذقية.